# Leif Erland Andersson

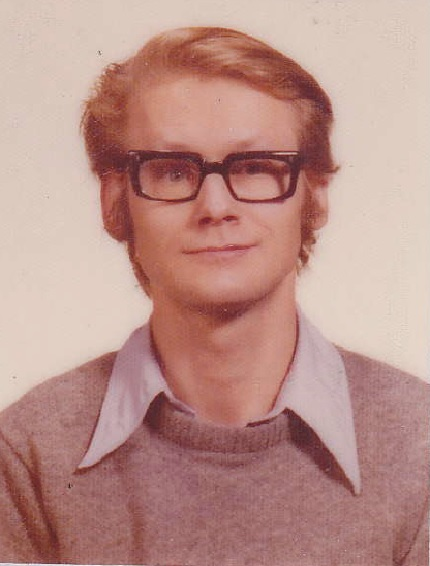
Leif Erland Andersson

Leif Erland Andersson (Aussprache [ˌlɛjːf ˈanːdəʁsɔn]; * 4. November 1943 in Falkenberg; † 4. Mai 1979 ebenda) war ein schwedischer Astronom.

## Leben
Leif Andersson studierte an der Universität in Lund. 1968 erhielt er eine Assistentenstelle an einer Sternwarte in Sizilien. Danach besuchte er die University of Indiana, um sein Doktorat abzuschließen. Später arbeitete er am Lunar & Planetary Science Laboratory der University of Arizona in Tucson, Arizona. Andersson berechnete, dass die ersten beobachtbaren Durchgänge von Pluto und Charon in den frühen 80er Jahren stattfinden würden, lebte aber nicht lange genug um es selbst zu sehen.
Andersson galt als Wunderkind, da er das schwedische Fernsehquiz 10.000-kronorsfrågan („Die 10.000-Kronen-Frage“) zweimal gewann, das erste Mal im Alter von 16 Jahren.
Nach seinem frühen Tod an Lymphkrebs im Alter von 35 Jahren wurde 1985 der Krater Andersson auf dem Mond und 2000 der Asteroid (9223) Leifandersson nach ihm benannt.